# Giuseppe Patanè
Giuseppe Patanè (1. januar 1932 i Napoli – 29. maj 1989) var en italiensk operadirigent.
Giuseppe Patanè var søn af dirigenten Franco Patanè (1908–1968) og studerede i sin hjemby. Han fik sin debut der i 1951. Han var chefdirigent ved operaen i Linz fra 1961–1962. Han var også chefdirigent for Münchner Rundfunkorchester fra 1985 til 1989.
Patanè kollapsede pludseligt ved et hjerteanfald, mens han dirigerede en opførelse af Il barbiere di Siviglia ved Bayerische Staatsoper i Munich den 29. maj 1989. Han blev kørt til hospitalet, hvor han døde. Han og hans kone Rita, fra hvem han blev separeret omkring hans død, havde to døtre.